# ヨーゼフ・ボイス
ヨーゼフ・ボイス（Joseph Beuys、1921年5月12日 - 1986年1月23日）は、ドイツの現代美術家・彫刻家・教育者・音楽家・政治活動家。
初期のフルクサスに関わり、パフォーマンスアート､ハプニングの数々を演じ名を馳せたほか、彫刻、インスタレーション、ドローイングなどの作品も数多く残している。脂肪や蜜蝋、フェルト、銅、鉄、玄武岩など独特な素材を使った立体作品を制作したが、同時代のミニマルアートとは背景となる思想が異なり、その形態と素材の選択は、彼の『彫刻理論』と素材に対する優れた感覚によっていた。
また『社会彫刻』という概念を編み出し、彫刻や芸術の概念を「教育」や「社会変革」「政治活動」にまで拡大した。『自由国際大学』開設、『緑の党』結党などに関与し、その社会活動や政治活動はドイツ国内で賛否両論の激しい的となっている。しかしその思想と、『人間は誰でも芸術家であり、自分自身の自由さから、「未来の社会秩序」という「総合芸術作品」内における他者とのさまざまな位置を規定するのを学ぶのである』という言葉は、20世紀後半以降のさまざまな芸術に非常に影響を残した。

## 来歴

### 前半生
ボイスは1921年、ドイツ北西部のクレーフェルトに生まれ、オランダ国境に近い田園地帯の街クレーヴェで育った。彼は動物や植物などの自然に興味を持ち、鹿やウサギ、家畜の羊の群れと接する子供時代を過ごした。またチンギス・ハンの伝説や、クレーヴェ伯代々の白鳥崇拝の残るシュヴァーネンブルク（白鳥城）や当地の白鳥の伝説に影響を受けた。こうした伝説や動物たちは後の彼の作品にしばしば登場している。近くに住むアヒレス・モルトガット（Achilles Moortgat、1881年－1957年）のアトリエをよく訪ねるなど芸術に接する機会もあったが、医学の道を進むもうと考えていた。
1936年ごろ、ボイスは「ヒトラー・ユーゲントに加入」した。後に彼は「誰もが教会に行くように、当時は誰もがヒトラー・ユーゲントに行った」と語っている。（Tisdall, Caroline. Joseph Beuys, London, 1979, p. 15.）またこの頃、焚書される書籍の中にあった、彫刻家ヴィルヘルム・レームブルックの作品図版に強い衝撃を受けた彼は、以後生涯にわたりレームブルックを尊敬し彫刻の可能性を信じるようになった。1939年、ボイスはサーカスでパートとして働き、身支度や動物の世話をおこなった。1940年代前半からはデッサンを描き始めるが、そこでは北方や東方の神話、自然科学、ルドルフ・シュタイナーの人智学の問題に取り組んでいた。
おりしも第二次世界大戦が勃発した頃で、ボイスは1940年、ドイツ空軍に志願し、ハインツ・ジールマン（戦後西ドイツで野生動物のドキュメンタリー映画作家として有名になった人物）による訓練を受けた後、Ju 87（シュトゥーカ）急降下爆撃機に無線オペレーターとして搭乗し東部戦線で戦った。
彼が作品の中に顕著に脂肪とフェルトを使うようになった理由について、戦時中の体験が引用されることがある。1944年5月16日、クリミア半島上空で彼はソ連軍に撃墜され、ステップに墜落して軽症を負った。数日後もしくは翌日、彼はドイツ軍野戦病院（Feldlazarett）179号に収容され2週間の手当てを受けた。ボイスは後に、墜落後助かった理由について、遊牧民のタタール人（クリミア・タタール人）に助けられ、体温が下がらないように脂肪を塗られてフェルトにくるまれたという話を様々に語っており、この体験が個人的な転回点になったとして、タタール人や脂肪にまつわる作品を多く制作している。しかしタタール人による救助については確証がない。これは事実ではなく、自分と遊牧民や素材とを結びつけるための個人的な神話作りだとみなす見方が研究者の中にはある（クリミア・タタール人に対しスターリンが対独協力の罪で強制移住命令を出したのは1944年5月18日）。負傷からの復帰後、彼は西部戦線で空挺部隊の降下猟兵（Fallschirmjäger）として戦い、鉄十字章や戦傷章金章を含むさまざまな勲章を受けた。戦争末期、彼はイギリス軍の捕虜となり、1945年8月にクレーヴェの両親の家に戻ることができた。
泥沼の東部戦線を体験し、頭に重傷を負って復員したボイスはクレーヴェで傷を癒しながらシュタイナーの人智学を研究し、水彩画やドローイングを描き始め、地元の画家に学んだ。1947年、彼はデュッセルドルフに移り、デュッセルドルフ芸術アカデミーで芸術の勉強を開始した。
戦後片田舎で芸術に集中した時期、および1947年から1951年までデュッセルドルフに出て芸術アカデミーで学んでいた時期、彼は後の彫刻作品のヒントとなるようなドローイングを多数描いていた。1961年、デュッセルドルフ芸術アカデミーの彫刻科教授になった彼は、この講座で様々なパフォーマンスを開始し学校内学校を開く。彼は、自分のクラスは入りたい者すべてに対し開かれるべきだと主張し、大学定員制のためアカデミーに入れなかった学生を自分のクラスに受け入れたが、アカデミー当局との衝突の結果、1972年、教授職を解雇された。これをきっかけに彼は大学を出て学外での社会運動に関わってゆくが、ボイスを解雇したことに対する学生の抗議を味方につけ、彼は大学との訴訟に入った。1978年、彼は勝訴し、教授には戻れなかったがかつての教室をそのまま使用することは許可された。彼はここを自ら主宰する自由国際大学のオフィスとした。
彼の講座から巣立った、または彼の授業に出た学生の中から多くの注目すべき美術家が現れた。その中には、ゲルハルト・リヒター、ジグマー・ポルケ、アンゼルム・キーファーら、ドイツ美術を支えるに至った画家たちがいる。

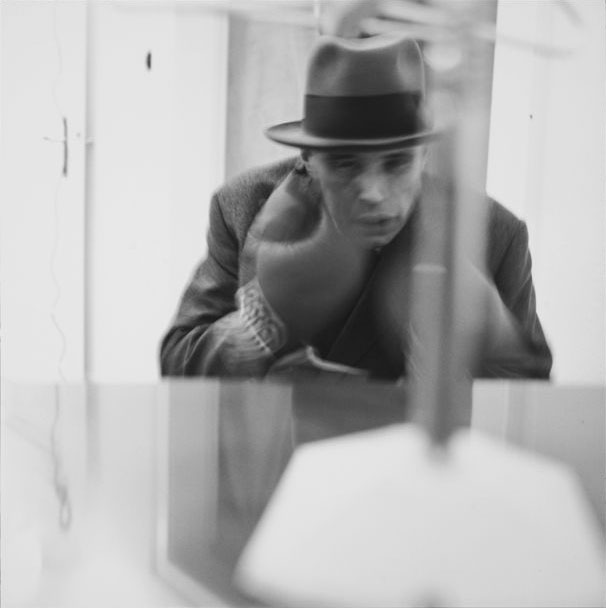
ボイス フェルト TV（写真) ローター・ヴァレー

1962年、ボイスは短期間フルクサスのメンバーとなりナム・ジュン・パイクらと親交を持つようになった。フルクサスの作る、美術、音楽、文学など多くの芸術分野にまたがるイヴェント制作に関与することは、ボイスの作品制作をパフォーマンスアートへと導くことになった。フルクサスから離れた後、彼は「芸術が社会に対し何をなしうるか」という命題をもとに、シュタイナーから影響を受けた独自の彫刻理論をもって、多くのオブジェを制作しパフォーマンスを演じるようになった。こうしたパフォーマンスの際に、彼は演じやすいようにフィッシャーマン・ベストと帽子の姿をしたが、後のパフォーマンスでも、演者が誰か再確認させる意味で彼はこの衣装を着続け、これが彼のトレード・マークとなった。なおパイクと一緒に弾いたピアノ曲も残されている
ボイスはシュタイナーの講演集にある「蜜蜂について」論じた文章から影響を受け、独自の熱理論と造形理論を形成した。彼によれば、蜜蜂はその熱によって蜜蝋（脂肪の一種）から幾何学的な巣を作り出す。混沌とした不定形の物質で、熱で溶け去ってしまうような脂肪が、熱の働きによって結晶質の秩序立った建築へと変わることに、（さらにまた熱で溶けて不定形へと流転しうるプロセスに、）彼は彫刻形成の原理を見た。
またこうした原理の根源には、熱という、永続的・潜在的なエネルギーであり、混沌として流出し流動する要素が存在する。不定形のものを秩序ある形にするのは、物理的な力ではなく、有機的で流動的なエネルギーである、ということが彼の彫刻理論の基礎にある。
ボイスは復員後の長期の療養以来、極めて感覚が敏感になってしまったが、こうした知覚によって、熱で燃えてエネルギーを発散し、しかもクリームのようにも固体にもなる脂肪の使用を思いついた。同様にフェルトにも、熱を蓄える性質を持ち、しかもごわごわと厚ぼったい不定形な印象があることを見出した。こうして彼は、脂肪、フェルト、蝋、バッテリーなど、彫刻の素材にはなりそうもないものを、熱を蓄え、暖め、造形される物質として立体作品の素材にした。
また、熱のように造形力のあるエネルギーによって、不定形のものを秩序ある形態に変える、という彫刻理論は、やがて造形作品の制作だけでなく、パフォーマンスを通じた活動や、個人や社会を変える教育活動・社会活動へと拡張した。そして人間の行う活動は労働あれで何であれすべて芸術であり、すべての人間は芸術家である、という認識へと至った。ボイスは戦時中から復員後、1950年代末まで、人間や植物などを題材にした多くのドローイング（素描）を集中的に描いた。それらはときどきはっとするほどの完成度を見せながらも、人間や植物などを、崩れ落ちそうなほどの危うげなぎくしゃくした線で描いた落書きのような印象のものである。やがて、1960年代に入り脂肪やフェルトを素材にした立体作品が、またさまざまなパフォーマンスが現れる。
ドローイングも立体もパフォーマンスも、どれも粗悪な紙や廃棄物やありふれた物質などのみずぼらしい素材を使った、完成しているのかしていないのか定かでなく、多義的で理解しがたいものばかりである。しかし彼にとって造形的な作品は結果物や目的ではなく、より高次元の造形過程や意識生成過程の途中にできたものであった。
また彼のわかりにくい作品は、論理的な人間の理性の部分ではなく、より原始的で直観的な、感性的な部分にダイレクトに訴え、受け手の中にイメージを喚起しようとした。彼は、芸術と科学や、科学と人間の間にできた亀裂を、神話的な作品や儀式のようなパフォーマンスで修復するシャーマンのような存在として活動した。

### 後半生

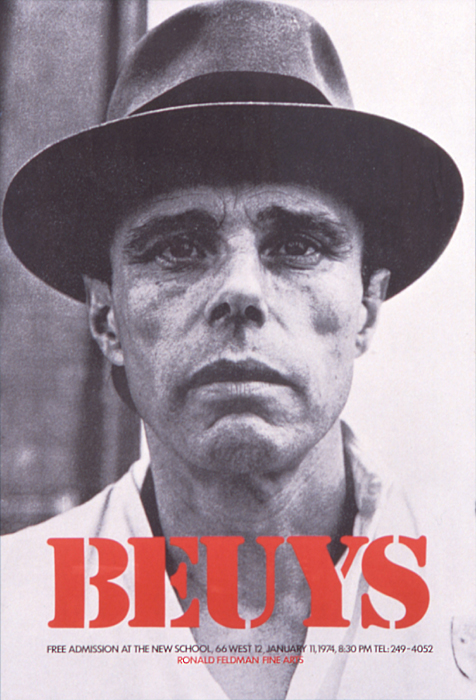
1974年の初渡米の際のニュースクールにおけるティーチ・インのオフセット・ポスター（Courtesy Ronald Feldman Fine Arts, New York）

脂肪やフェルトの代表的な作品には、ごわごわしたフェルトでできた背広をハンガーで吊るした『フェルト・スーツ』（1970年）、脂肪を四角いギャラリーの隅の空間を埋めるように積み上げた『脂肪のコーナー』（1968年ほか）などがある。
作品には、観客をガラス壁の向こうに追い出して、ギャラリーの中で野うさぎの死骸を担ぎ、立てかけた絵の内容を野うさぎに教える『』（1965年）のような悪趣味な作品もある。『絵を説明する方法』では思考や言語の問題を、『ユーラシア』では東西文明、宗派の分裂、およびイデオロギーの断絶で分断されたユーラシアの再統合をめざした幾分理想郷的なアクションだった。『コヨーテ －私はアメリカが好き、アメリカも私が好き　』（1974年）では、ボイスはニューヨークの空港到着後にすぐ画廊へと救急車で運ばれ、一週間、フェルトや新聞、干し草の積まれたギャラリーの中にこもって、アメリカ先住民の聖なる動物であるコヨーテとともにじゃれあったりにらみ合ったりするなど無言の対話を続けた。それ以外のアメリカを見ないままボイスは再度空港に運ばれてドイツに帰った。
1979年、ニューヨーク市のグッゲンハイム美術館で大規模回顧展が開かれ、彼の名声は高まった。1982年の現代美術展ドクメンタ7では、カッセル市に7,000本の樫の木を植えるというプロジェクトを開始し、まずメイン会場前に7,000個の玄武岩が設置され、その後、賛同する市民や企業の寄付で樫の木が少しずつ増えていった。
また当時の同僚のナム・ジュン・パイクと一緒に仕事をしたためにいくつかの音響作品も残している。

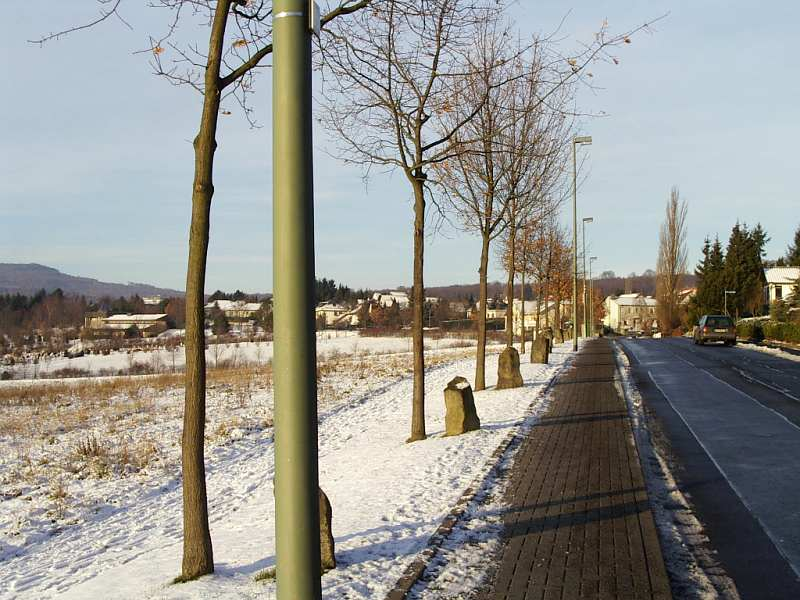
ドクメンタ7（1982年）で開始した『7000本の樫の木』プロジェクト。ドイツ・カッセルにて

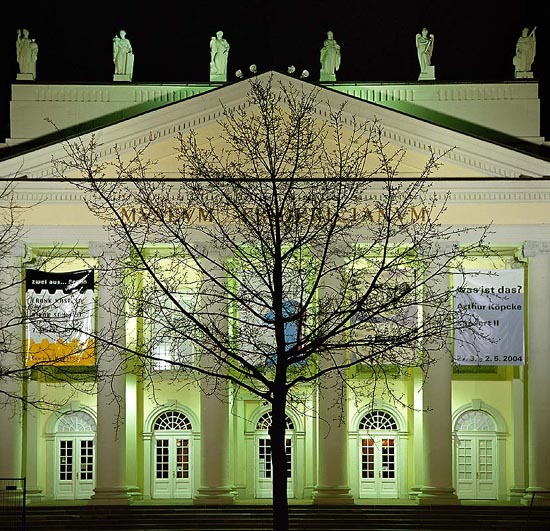
ドクメンタ7で行われた『Stadtverwaldung』（都市緑化、7,000本の樫の木プロジェクト）の20年後の姿。ドクメンタ会場前の大きく育った樫の木の写真

ボイスは人智学への接近を通じ、民主的で芸術的で霊的に動機付けられた社会という政治理論にたどりついた。彼は社会は一つの偉大な芸術的な総体であるべきだと信じ、人類の社会を意味あるものにして精神的な深みを与える鍵は芸術家が握っていると考えていた。
彼は1972年以後、急速に社会的、政治的活動を活発化させた。前年、彼は芸術アカデミーの学生らとデュッセルドルフ近郊のテニスクラブへ、森林を伐採しての拡張工事に抗議すべく行動を行い、自然保護運動を開始した。1972年に行われたドクメンタ5で、彼は『直接民主主義組織のための100日間情報センター』を会期中開設し、参加者たちと黒板に図解を書きながら討論を行った。（彼の思考を図解したこうした黒板は多く残っている。）また、この年に芸術アカデミーを放逐された彼は1974年に自由国際大学を開設、社会改革のための作業の情報センターとし、教育者として参加者に社会改革について講義しながら同時に教えられる立場にも回る教育活動を行った。こうした活動も、ボイスの中では彫刻であり、彫刻概念を拡大し、あらゆる人間は自らの創造性によって社会の幸福に寄与しうる、すなわち、誰でも未来に向けて社会を彫刻しうるし、しなければならない、という呼びかけに基づく「社会彫刻」であった。彼は文化における自由、政治におけるデモクラシーと自治、経済における友愛を理想とした。
1976年、連邦議会選挙で、『独立したドイツ人の運動連合』（Aktionsgemeinschaft Unabhängiger Deutscher）の候補として出馬した。この組織の目的は二つに分かれたドイツを統一し、NATOや東側の両方を拒否する中立国家とすることだった。この小さな組織は新しく生まれるドイツ緑の党に合流し、1979年にボイスは緑の党の欧州議会議員候補として立候補した。（もっとも、党は議席獲得に必要な5%の得票率が得られず、代表を出すことには失敗した。）1980年の連邦議会選挙ではノルトライン＝ヴェストファーレン州の緑の党の名簿第一位の候補として立候補したが、またしても落選した。この間、ボイスはテレビ討論、イベント、選挙活動などで緑の党のために活動した。環境への働きかけおよび賛同者の募金により実現した1982年の「7,000本の樫の木」プロジェクトもボイスが長年続けてきた自然保護運動の延長上にあった。
1983年、1979年に調印されたSALT IIにもかかわらず西ドイツに核ミサイルが持ち込まれたことを受けて大規模な反核運動が起こったが、ボイスはこの運動の先頭に立っている。こうした活動から、ボイスは政治的敵対者たちから攻撃され、スキャンダルの渦中の人物であり続けた。
ボイスは1986年に死去したが、芸術と社会を関係させるその思想は今日まで多くの影響を美術家や建築家らに与えている。
- 東京藝術大学・体育館における学生との対話集会

1984年6月2日に「ヨーゼフ・ボイスと対話する学生の会」によるボイスと学生による対話集会が東京藝術大学の体育館においてが行われた。これは武蔵野美術大学視覚伝達学科研究室に在籍していた後藤充の発案に西武美術館が同意し、武蔵美学生と東京藝術大学の学生有志とで実行委員会を作り、それを東京藝大が支援したものである。発案から集会当日まで3週間という短期間で開催に至った。集会は通訳を介し休憩なしで3時間近くに及び行われた。参加人数は500人ほどであり、1984年当時発表されていた1000人は誤りである。数多くの対話集会を重ねて来たボイスの最晩年の、それも日本における唯一の対話集会となった。集会でボイスにより制作されたダイヤグラムの描かれた黒板は、現在東京藝術大学美術館に収蔵されている。

## 書籍
- 『ヨーゼフ・ボイス展－芸術の原風景』　西武美術館、東京、1984年
- Buchloh, Benjamin H.D./Krauss, Rosalind/Michelson, Annette: "Joseph Beuys at the Guggenheim", in: October, 12, Frühjahr 1980, pp 3-21
- 「芸術の社会性ーヨーゼフ・ボイスの投影」;　武蔵野美術大学平成7年度共同研究活動報告書　後藤充　発行武蔵野美術大学　1995
- Kuoni, Carin, editor: "Joseph Beuys in America: Energy Plan for the Western Man," Four Walls Eight Windows, New York, 1990
- Moffitt, John Francis: "Occultism in Avant-Garde Art. The Case of Joseph Beuys", Studies in the Fine Arts - The Avant-Garde, No.63, Michigan/London 1988
- Hiltrud Oman: "Joseph Beuys. Die Kunst auf dem Weg zum Leben", München 1998 (Heyne), ISBN 3-453-14135-0
- Ray, Gene: "The use and abuse of the sublime: Joseph Beuys and art after Auschwitz", Diss.phil., University of Miami, Miami 1997
- Tisdall, Caroline: "Joseph Beuys", London 1979
- 『評伝ヨーゼフ・ボイス』ハイナー・シュタッヘルハウス、山本和弘訳、美術出版社、1994年
- 『芸術と政治をめぐる対話』ミヒャエル・エンデ、ヨーゼフ・ボイス共著、丘沢静也訳、岩波書店、1992年
- 『ヨーゼフ・ボイス　ハイパーテクストとしての芸術』前田富士男、ギュンター・ミーナス、平山敬二、山本和弘、ラルフ・シュネル、熊倉敬聡、渾沌坊太定、三本松倫代共著、慶應義塾大学アート・センター／ブックレット5、1999年
- 『BEUYS IN JAPAN ヨーゼフ・ボイス　よみがえる革命』水戸芸術館現代美術センター編、フィルム・アート社、2010年
- 『ヨーゼフ・ボイスの足型』若江漢字・酒井忠康共著、みすず書房、2013年